# نيلسون كروز
نيلسون كروز (بالإنجليزية: Nelson Cruz)‏ (و. 1977 – م) هو منافس ألعاب قوى، من الرأس الأخضر، شارك في ألعاب أولمبية صيفية 2008.

## روابط خارجية
- نيلسون كروز على موقع الاتحاد الدولي لألعاب القوى (الإنجليزية)
- نيلسون كروز على موقع أوليمبيديا (الإنجليزية)